# Zaruar
Zaruar era un regne i una ciutat situada al nord de Síria, entre Iamkhad i Karkemish
Se'n parla cap a la meitat del segle XVII aC en la campanya que va començar Hattusilis I rei dels hitites contra Iamkhad i la seva capital Khalab. Un document titulat Tractat amb Talmissarruma d'Alep, diu que Hattusilis va posar fi a la sobirania de Iamkhad i Mursilis I va incorporar a Hatti el seu territori.